# Castillo de Obano
El castillo de Obano es un castillo aragonés levantado en la segunda mitad del siglo XI, en tiempos de Sancho Ramírez, en estilo románico. Se encuentra situado en el actual término municipal de Luna, en la comarca aragonesa de las Cinco Villas y provincia de Zaragoza, al lado del río Arba de Biel.

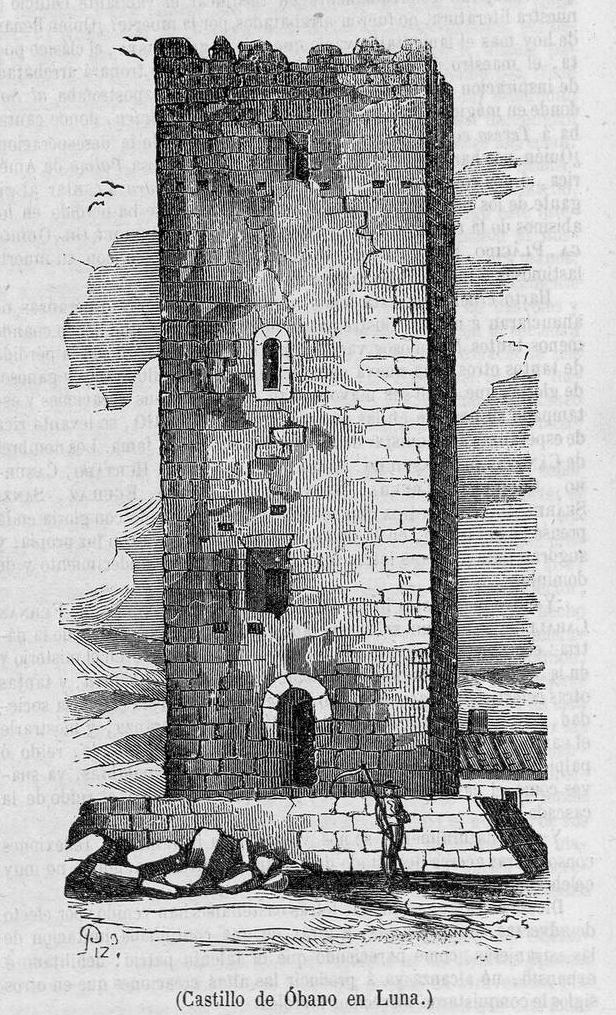
Vista del castillo en el Semanario Pintoresco Español (1853)

Su función era de vigilar las vías de comunicación entre Huesca y Ejea de los Caballeros en el eje este-oeste, y preparar la conquista de Ejea de los Caballeros y de la misma Luna en el eje norte-sur. En 1083 su iglesia pertenecía al monasterio de San Juan de la Peña, y después fue propiedad de la Orden del Temple, siendo así parte de las propiedades de los templarios en la Corona de Aragón por donación del rey Alfonso II de Aragón. A sus pies se levantó el pueblo de Obano, hoy despoblado.